# BV 06 Luckenwalde
BV 06 Luckenwalde (celým názvem: Ballspielverein 06 Luckenwalde) byl německý fotbalový klub, který sídlil v braniborském městě Luckenwalde. Založen byl v roce 1906. Zanikl po ukončení druhé světové války, poté co byla všechna dřívější sportovní sdružení v sovětské okupační zóně zrušena. Nepřímým nástupcem fotbalové činnosti ve městě se stalo mužstvo SG Luckenwalde-Süd (pozdější Motor). Klubové barvy byly černá a bílá.
Největším úspěchem klubu byla celkem jednoroční účast v Gaulize Berlin-Brandenburg, jedné ze skupin tehdejší nejvyšší fotbalové soutěže na území Německa.

## Umístění v jednotlivých sezonách
Stručný přehled
Zdroj: 
- 1933–1934: Gauliga Berlin-Brandenburg

Jednotlivé ročníky
Zdroj: 
Legenda: Z - zápasy, V - výhry, R - remízy, P - porážky, VG - vstřelené góly, OG - obdržené góly, +/- - rozdíl skóre, B - body, červené podbarvení - sestup, zelené podbarvení - postup, fialové podbarvení - reorganizace, změna skupiny či soutěže
| Velkoněmecká říše (1933 – 1934) |                            |        |    |   |   |    |    |    |     |    |        |
| Sezóny                          | Liga                       | Úroveň | Z  | V | R | P  | VG | OG | +/- | B  | Pozice |
| 1933/34                         | Gauliga Berlin-Brandenburg | 1      | 22 | 7 | 3 | 12 | 48 | 71 | -21 | 17 | 10.    |